# Gimme Some More (canção de The J.B.'s)
"Gimme Some More" é uma canção funk de 1971 escrita por James Brown e gravada por sua banda, os The J.B.'s. Lançada como single pela People Records, alcançou o número 11 da parda R&B e número 67 da parada Pop. Sua letra consiste exclusivamente das palavras do título da canção, entoada por toda a banda. "Gimme Some More" também apareceu no álbum de 1972 Food for Thought.
Uma versão ao vivo gravada em 1972 de "Gimme Some More" foi incluída na coletânea dos The J.B.'s de 1995 Funky Good Time: The Anthology.